# Psychostar World
Albums de Kamini
Extraterrien
Singles
Psychostar World est le premier album du rappeur français Kamini, paru le 28 mai 2007. Cet album fait suite au succès rencontré par l'artiste après sa chanson Marly-Gomont dont le clip est devenu un phénomène sur Internet. Le titre, inclus dans l'album, décrit de façon humoristique la vie de Kamini avec sa famille dans le petit village de Picardie Marly-Gomont.

## Description
L'album Psychostar World présente des chansons aux textes affutés, pour porter une cinglante critique sur la société : le racisme et la discrimination (J'suis blanc), la condition sociale (Frustration, Petits Patelins), les rapports entre les hommes (Le Déni, Faisons Quéquette), la politique (Psychostar World). Ou sur le phénomène Hip-Hop actuel : le gangsta rap et la culture qu'il représente (Un Ptit Coup De Motherfuck). De même, plusieurs titres abordent la pathologie mentale, souvent appliquée à son auteur, tel un clin d'œil à son précédent métier d'infirmier psychiatrique. Cependant, malgré des textes de fond parfois forts, la forme de l'album se veut éminemment humoristique et c'est ce qui poursuit de caractériser le style de Kamini.
La structure sonore de l'album rappelle fortement les beats et les mélodies du rappeur américain Eminem, utilisant le même type de rythmiques, le même type de structures synthétiques et ajoutant de nombreux bruitages. Kamini est l'auteur-compositeur-interprète de tous les morceaux du disque.
Les titres ont été enregistrés au studio LedBack à Lille et aux Studios Twin à Paris. La masterisation a été réalisée au Sterling Sound de New York. Le livret accompagnant l'album présente plusieurs photos de Kamini, mis en scène dans une série de situations illustrant les chansons. Elles sont réalisées par le photographe Bernard Benant et l'artwork est confié à la société PoseDesign. 
Cet album s'est vendu à environ 85 000 exemplaires.

## Les titres
1. Marly-Gomont - 5:09
2. Un P'tit Coup de Motherfuck - 2:21
3. Psychostar Show - 3:00
4. Chevalier - 2:53
5. Frustration - 3:34
6. Bien Gamin - 2:55
7. J'suis Blanc - 3:18
8. Psychostar World - 4:26
9. Schizophrène - 3:34
10. Faisons Quéquette - 3:16
11. Le Déni - 3:22
12. Petits Patelins - 5:05

## Musiciens
L'album est réalisé par Kamini et Martin Coulon.
- Martin Coulon : arrangement
- AaRON : chœur (sur les titres 2, 3, 8, 10 et 11).
- Titre : Le Déni
  - Florianne Bonanni : 1er violon
  - Catherine Montier : 2d violon
  - Marie-Jeanne Serero : arrangement